# Ptujska Gora
Ptujska Gora este o localitate din comuna Majšperk, Slovenia, cu o populație de 334 de locuitori.